# Désiré Guilmard
Jean-Désiré Guilmard est un directeur de journal, dessinateur et historien de l'art né à Boulogne-sur-Mer le 29 mai 1810 et mort à Paris le 8 juin 1885.

## Biographie
Fils d'un marchand de Boulogne-sur-Mer, Désiré Guilmard devient géomètre et s'installe à Paris, vers 1839.
Dès cette année-là, toutefois, il crée un journal appelé Le Garde-meuble ancien et moderne, qui propose tous les deux mois des planches lithographiées représentant des meubles, tentures ou pièce entières, et donne des idées de style ancien et moderne. Les dessins sont de Guilmard, qui les fait ensuite lithographier. Guilmard poursuit cette activité à son domicile, rue d'Hauteville puis rue de Lancry, où il est répertorié comme "dessinateur pour fabrique". Il diffuse ainsi un style décoratif et a une très grande influence sur les réalisations d'arts décoratifs de son époque.
Il est également l'auteur de deux ouvrages sur l'histoire de l'ornement. Pour Olivia Tolède, « si ses écrits sont peu nombreux, ses recherches sur l'ornement et sa connaissance des structures, des motifs et des styles du mobilier français sont considérables ».  
En 1850, il achète une très belle maison de maîtres à Versailles (quartier de Montreuil), dite « Maison des castrats italiens », qu'il conserve jusqu'à son décès
Il meurt le 8 juin 1885 dans son appartement du 83 boulevard de Clichy à Paris. Il laisse une fille, Jeanne-Baptistine, épouse de Charles-Arthur Hodenger et un fils, Henri, peintre.

## Œuvres
En plus de nombreux recueils de planches qu'il a dessinées et/ou éditées, Guilmard est l'auteur de deux livres d'histoire de l'art importants
- La Connaissance des styles de l'ornement et des arts qui s'y rattachent depuis l'ère chrétienne jusqu'à nos jours. Paris : D. Guilmard, à partir de 1846, 136 p. de texte, 42 pl. 
  - Nombreuses rééditions jusque dans les années 1870 ; traduit en allemand. Geschichte der Ornamentik : Die wichtigsten Ornamente der verschiedenen Baustyle vom Beginn des christlichen Zeitalters bis auf die Gegenwart. Berlin : Grieben, 1860-1861.
- Les Maîtres ornemanistes, dessinateurs, peintres, architectes, sculpteurs et graveurs, écoles françaises, italienne, allemande et des Pays-Bas (flamande et hollandaise). Préf. du baron Charles Davillier. Paris : E. Plon et Cie, 1880-1881, 560 p., 180 pl. tirées à part.